# Sofitel Hôtel Casablanca
 (décembre 2018).
Si vous disposez d'ouvrages ou d'articles de référence ou si vous connaissez des sites web de qualité traitant du thème abordé ici, merci de compléter l'article en donnant les références utiles à sa vérifiabilité et en les liant à la section « Notes et références ».
Sofitel Hotel est un gratte-ciel de Casablanca au Maroc. Il est utilisé comme hôtel.

## Caractéristiques
La structure, d'une hauteur de 95 mètres dispose de 24 étages.

## Galerie de photos

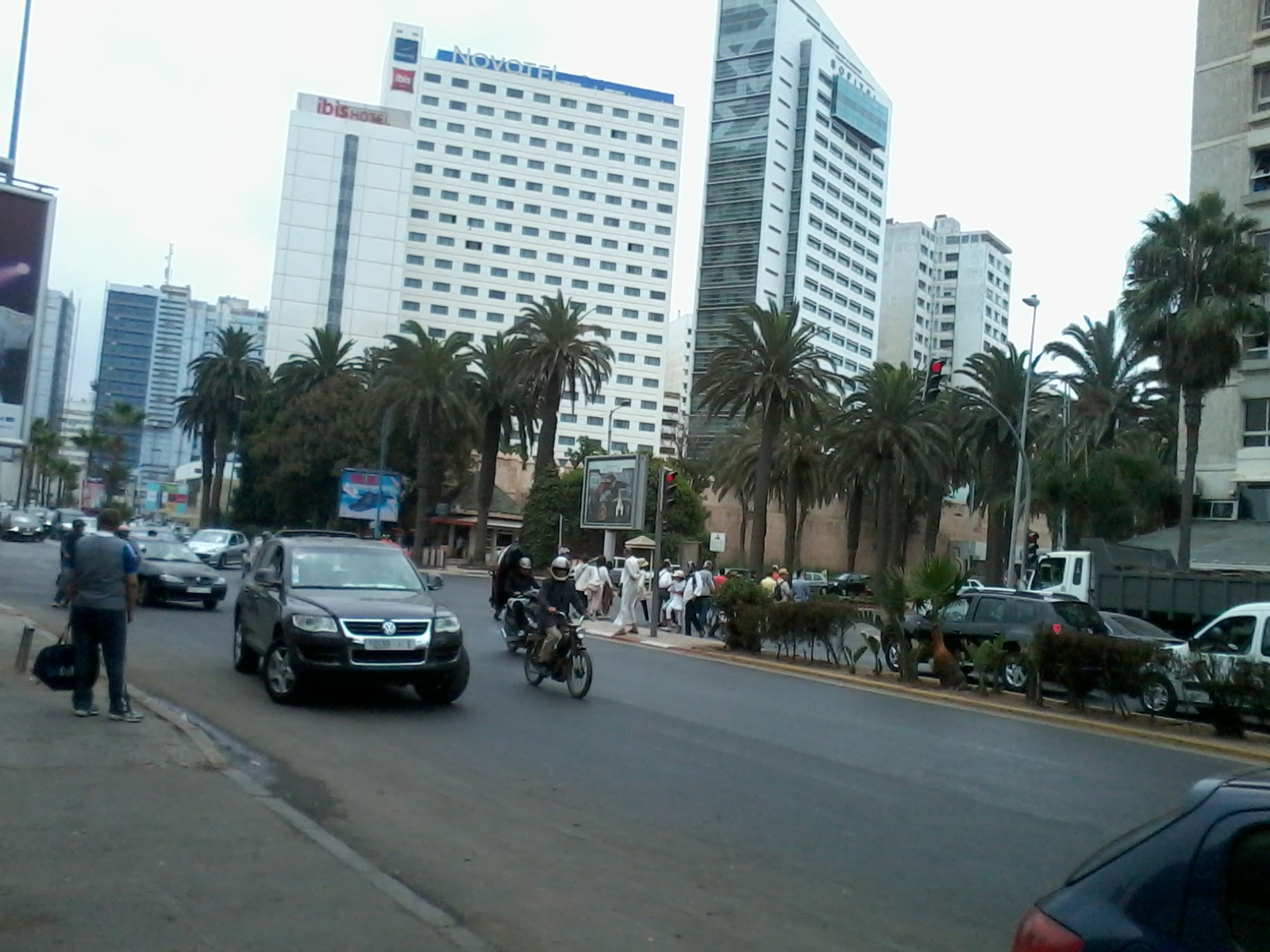
Sofitel Hotel
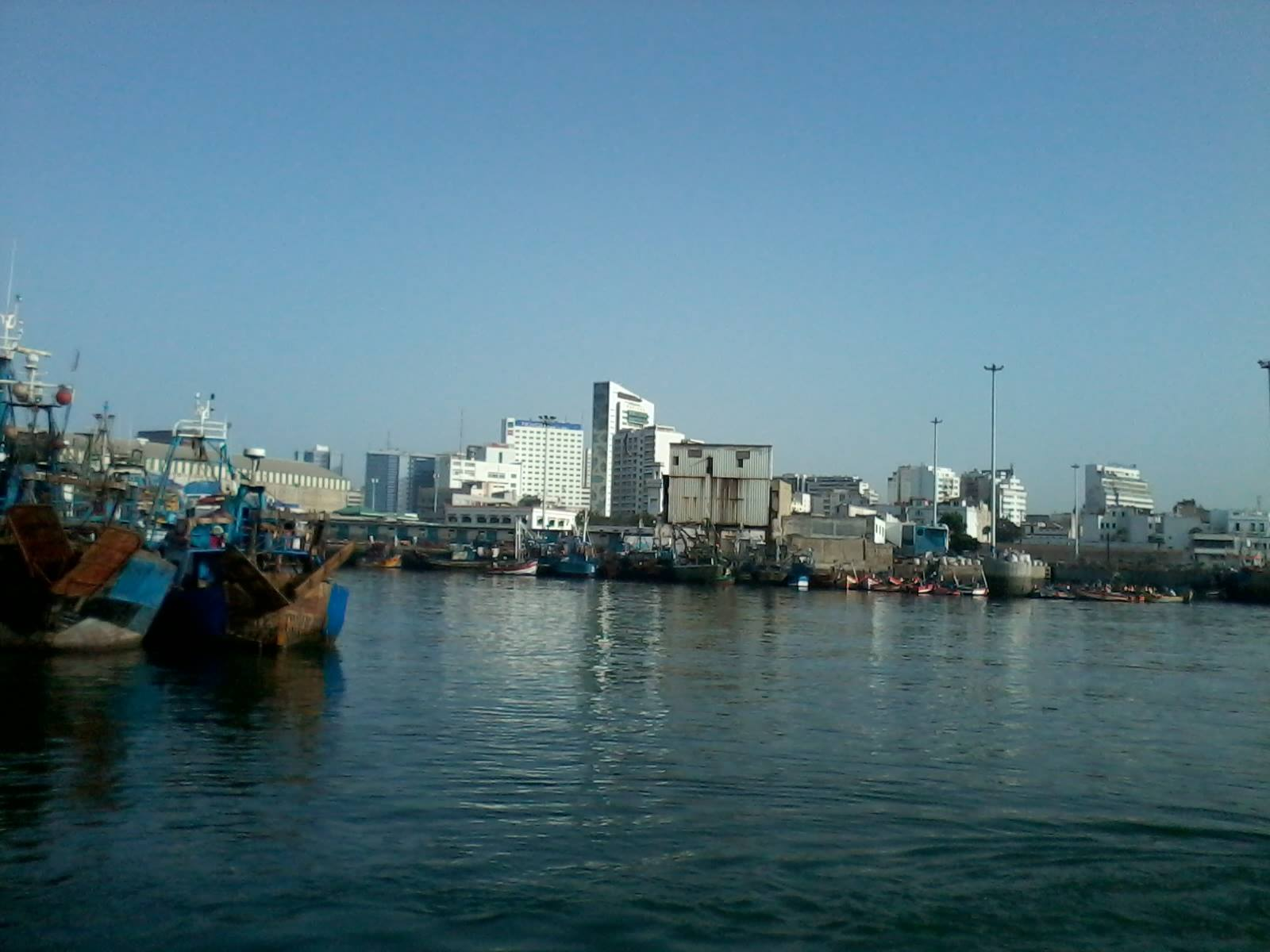
Au centre
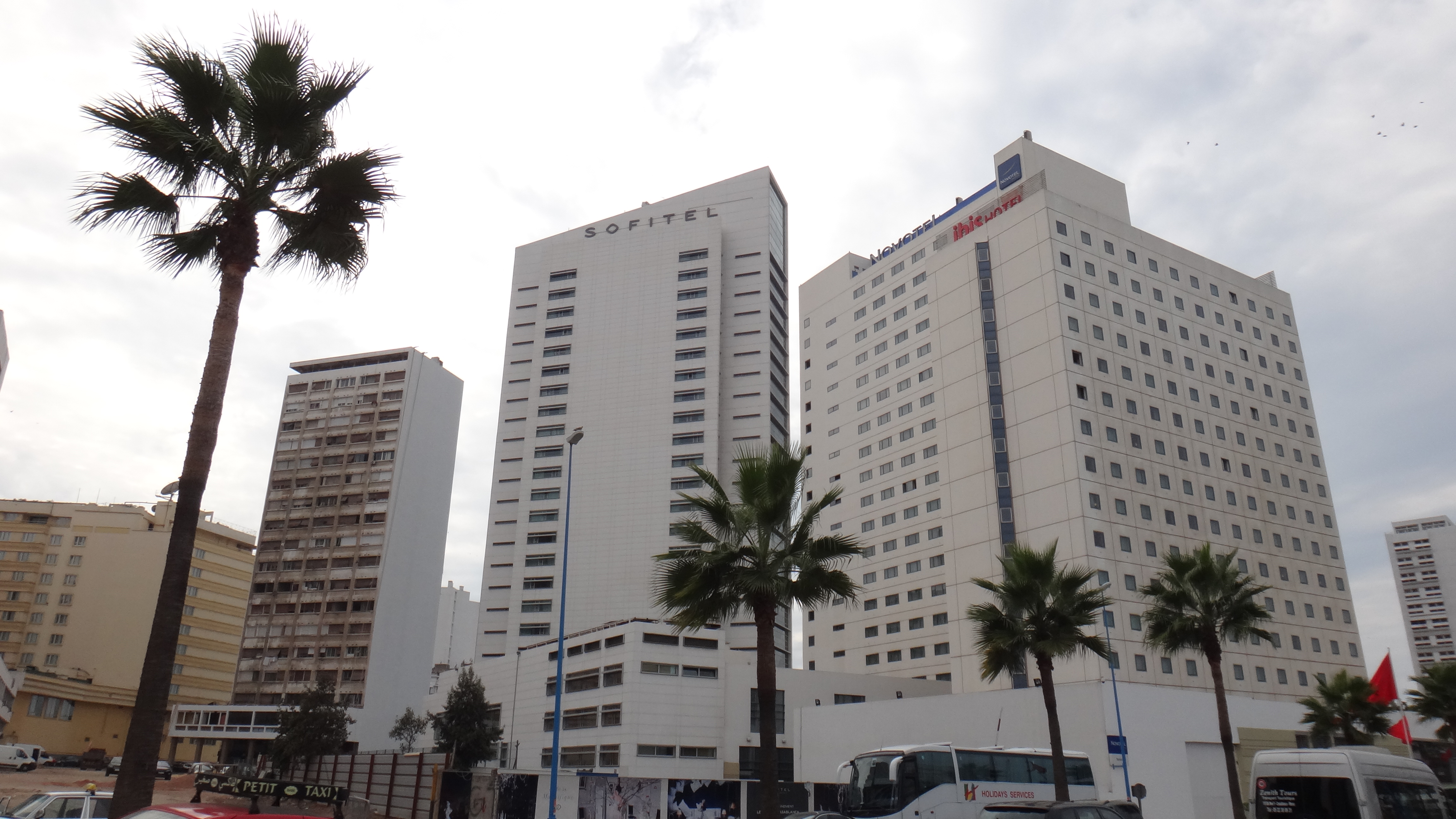
De l'arrière